# Le Broc (Puy-de-Dôme)
Le Broc település Franciaországban, Puy-de-Dôme megyében. Lakosainak száma 632 fő (2022. január 1.). Le Broc Bergonne, Le Breuil-sur-Couze, Gignat, Issoire, Nonette-Orsonnette, Parentignat, Les Pradeaux és Saint-Germain-Lembron községekkel határos.

## Népesség
A település népességének változása:
| Lakosok száma | 644  | 672  | 694  | 679  | 695  | 693  | 661  | 647  | 632  |
|               | 2013 | 2015 | 2016 | 2017 | 2018 | 2019 | 2020 | 2021 | 2022 |